# Angitia viridans
Angitia viridans är en fjärilsart som beskrevs av William Schaus 1904. Angitia viridans ingår i släktet Angitia och familjen nattflyn. Inga underarter finns listade i Catalogue of Life.